# Bruno Henrique Pinto
Bruno Henrique Pinto (Belo Horizonte, Minas Gerais, 30 de desembre de 1990), conegut com a Bruno Henrique, és un futbolista brasiler que juga com a davanter pel Flamengo i la selecció de futbol del Brasil.

## Carrera esportiva
Bruno Henrique es va formar amb el Cruzeiro. Va debutar com a sènior cedit a l'Uberlândia el 2012, i hi va signar contracte el 2013.
El juliol de 2014 Henrique fou cedit a l'Itumbiara. Després de marcar nou gols amb el club va marcar al Goiás el 7 de gener de 2015.
Bruno Henrique va debutar a la Série A el 10 de maig, com a titular en un empat 0–0 a fora contra el Vasco da Gama. Va marcar els seus primers gols a la categoria sis dies més tard, quan va marcar els dos del seu equip en una victòria per 2–0 a casa contra l'Atlético Paranaense.
Va fitxar pel VfL Wolfsburg el 29 de gener de 2016.